# Старі Олешичі
Старі Олешичі (пол. Stare Oleszyce) — село в Польщі, у гміні Олешичі Любачівського повіту Підкарпатського воєводства.
Населення — 978 осіб (2011).

## Географія
Село розташоване на відстані 4 кілометри на південний схід від центру гміни міста Олешичі, 5 кілометрів на південний захід від центру повіту міста Любачова і 77 кілометрів на схід від центру воєводства — міста Ряшіва.

## Історія
У другій половині ХІХ ст. Старі Олешичі злилися суцільною забудовою із сусіднім селом Воля Олешицька, яке увійшло у громаду (гміну) Старі Олешичі (також входили віддалені на 2 км присілки Забіла й Ушківці), однак Старі Олешичі належали до парафії Олешичі Олешицького деканату Перемишльської єпархії, в той час як Забіла й Ушківці належали до парафії Воля Олешицька того ж деканату і єпархії.
У 1880 році село Старі Олешичі належало до Цішанівського повіту Королівства Галичини та Володимирії Австро-Угорської імперії, в селі було 1957 мешканців і 27 на землях фільварку, з них більшість — греко-католики, крім 613 римо-католиків.
Станом на 1 січня 1939 року в селі було 2910 мешканців, з них 1840 українців-грекокатоликів, 930 поляків, 20 польських колоністів міжвоєнного періоду, 100 євреїв і 20 німців. Село входило до ґміни Стари Дзікув Любачівського повіту Львівського воєводства Польської республіки. Після анексії СРСР Західної України в 1939 році село включене до Любачівського району Львівської області. У 1940 р. село потрапило у прикордонну смугу відселення, а його мешканців переселили в Ізмаїльську область і вони різними шляхами ціле десятиліття повертались на рідну землю. Вже у 1941 році територія села окупована військами Вермахту. 22 липня 1944 року радянські війська знову заволоділи територією. У жовтні 1944 року Польщі віддані західні райони Львівської області, серед них і Любачівський. Корінне українське населення внаслідок виселення українців у 1945 році в СРСР та депортації в 1947 році в рамках акції Вісла на понімецькі території Польщі вбите або вивезене зі своєї історичної батьківщини. Жителі села в рядах ОУН і УПА чинили опір етноциду.

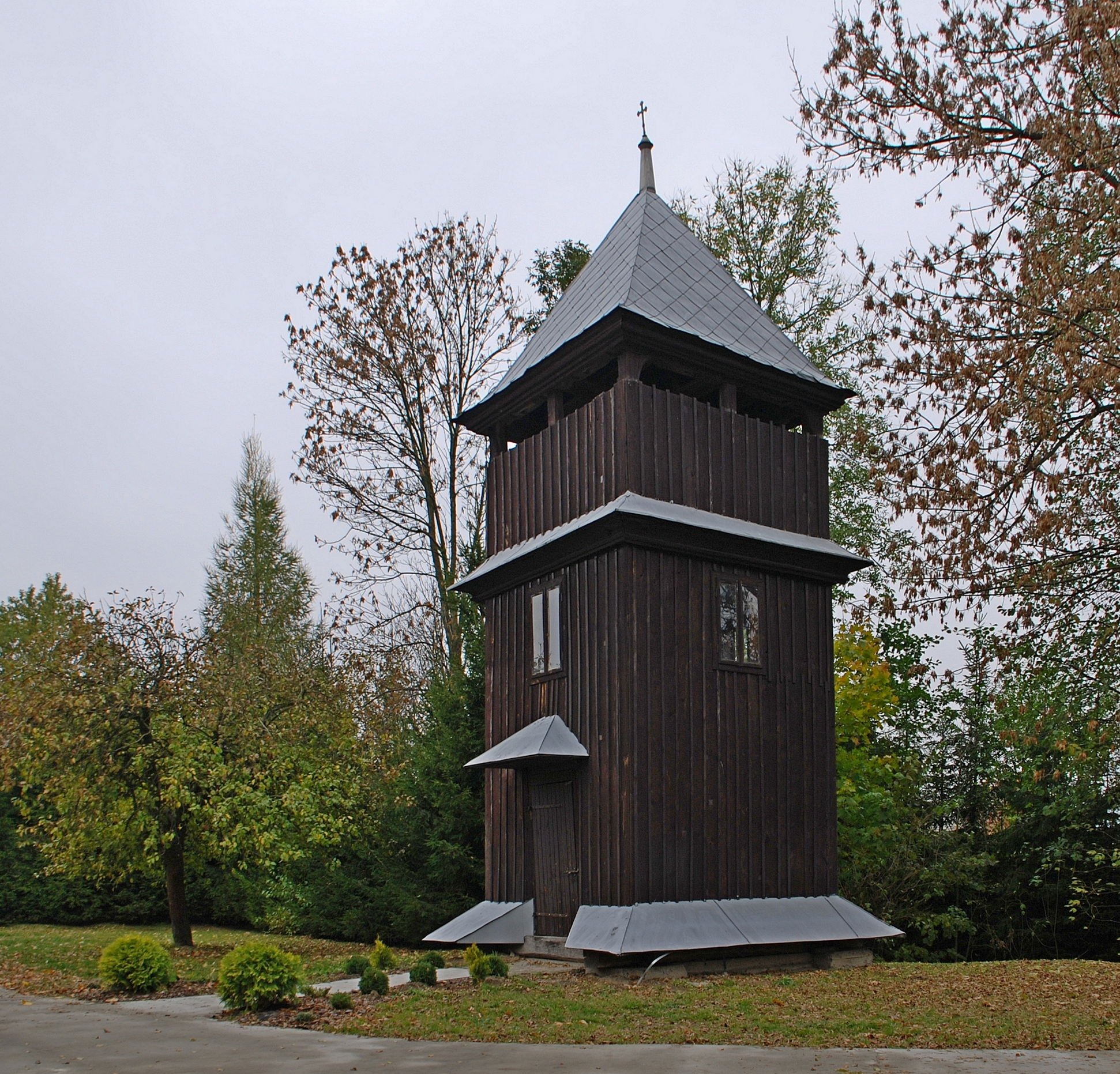
Дзвіниця
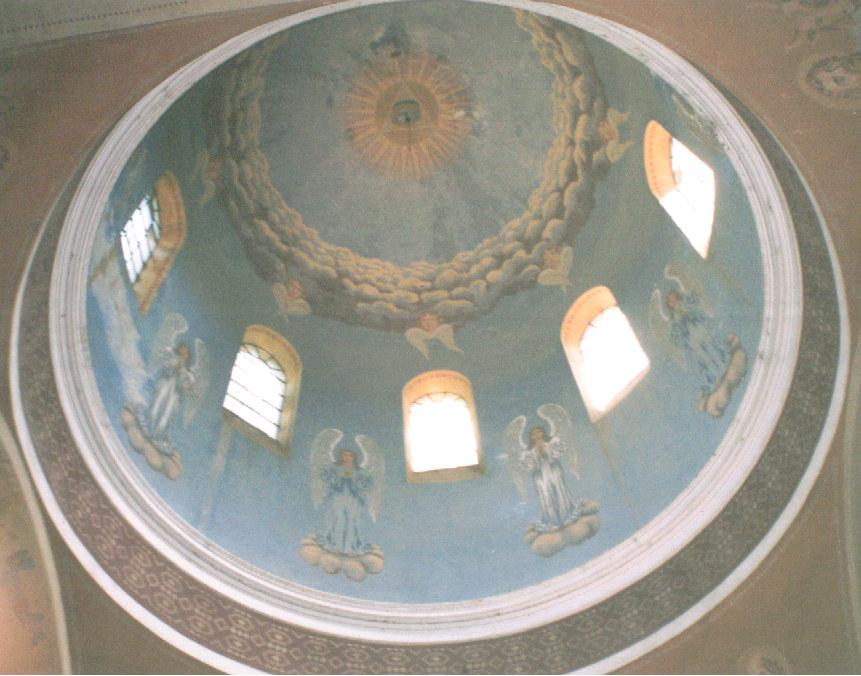
Поліхромія куполу церкви з 1913

У 1975-1998 роках село належало до Перемишльського воєводства.

## Церкви
Наявна дерев’яна церква Покрови Пресвятої Богородиці була збудована 1787 року, була парафіяльною церквою Волі Олешицької. У 1971 році церква перетворена на римо-католицький костел. Наявна дерев’яна дзвіниця. Входить до туристичного маршруту «Любачівський» шляху дерев'яної архітектури.
Наявна також мурована церква Покрови Пресвятої Богородиці (збудована 1913 року), яка була дочірньою церквою парафії Олешичі. Нині стоїть пусткою, потребує реставрації.
Обидві церкви належали до Олешицького деканату, з 1920 року — до Любачівського деканату Перемишльської єпархії УГКЦ.

## Демографія
Демографічна структура станом на 31 березня 2011 року:
|          | Загалом | Допрацездатний вік | Працездатний вік | Постпрацездатний вік |
| -------- | ------- | ------------------ | ---------------- | -------------------- |
| Чоловіки | 493     | 103                | 329              | 61                   |
| Жінки    | 485     | 90                 | 273              | 122                  |
| Разом    | 978     | 193                | 602              | 183                  |